# 遠野物語

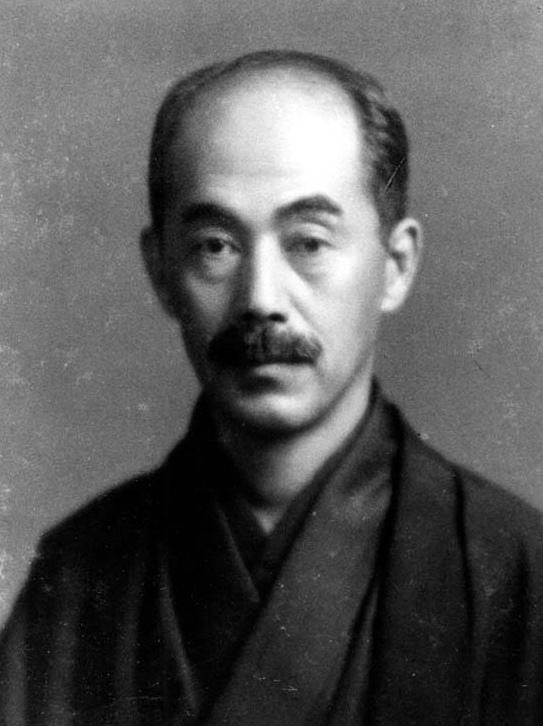
柳田國男

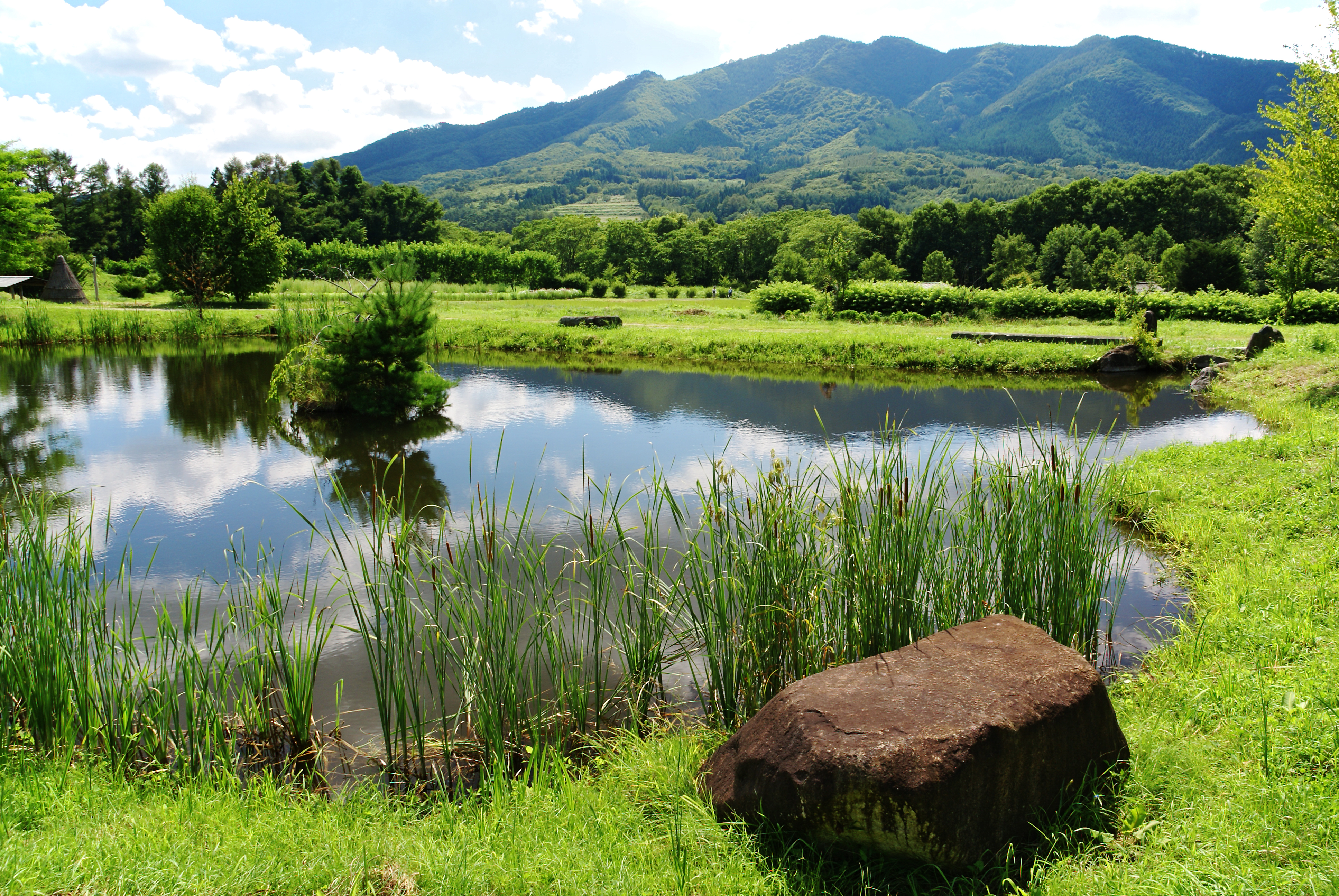
遠野

遠野物語（とおのものがたり）是柳田國男在1910年（明治43年）發表的傳說集。日本民俗學的名著。

## 內容
柳田國男整理岩手縣遠野町（現・遠野市）出身的佐佐木喜善所說的遠野民話。內容描述天狗、河童、座敷童子、山男、神隱、死者等相關的傳說，全119話。之後又發表續編『遠野物語拾遺』，全299話。

## 参看
- 水木茂远野物语

## 外部連結
- 『遠野物語』 ：デジタル画像（近代デジタルライブラリー）
- 『遠野物語』發刊100周年記念